# Federal Trade Commission

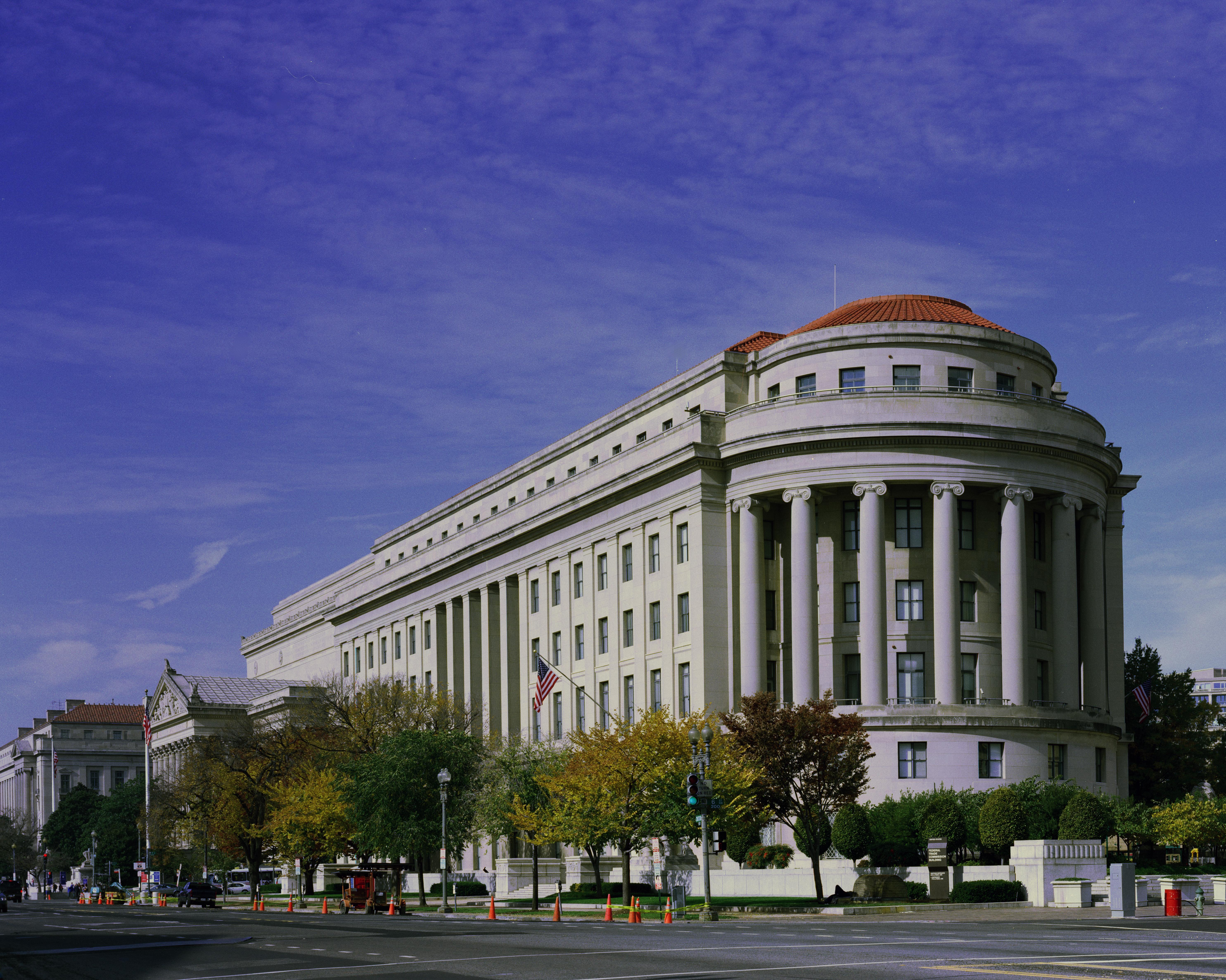
Het Apex-gebouw, hoofdkwartier van de FTC.

De Federal Trade Commission (FTC) is een Amerikaanse organisatie die werd opgericht op 26 september 1914 door de Federal Trade Commission Act. Het doel van de organisatie is de bescherming van consumenten en de handhaving van het mededingingsrecht door het voorkomen van monopolistische praktijken van bedrijven. De FTC is gevestigd in Washington D.C.

## Activiteiten
De FTC onderzoekt zaken die zijn aangekaart door meldingen van consumenten en bedrijven, pre-fusie-aanvragen, onderzoeksvragen van het Congres of verslaggeving in de media. Deze kwesties omvatten bijvoorbeeld misleidende advertenties, inbreuk op de privacy en fraude. Voor de beoordeling van fusies en overnames maakt de FTC gebruik van de Herfindahl-index (HHI), waarbij als vuistregel wordt gehanteerd dat een markt met een HHI groter dan 1800 als zeer geconcentreerd wordt beschouwd en een toename van 100 of meer een onderzoek rechtvaardigt.
FTC-onderzoeken kunnen betrekking hebben op een enkel bedrijf of zelfs een hele industrie. Als de resultaten van het onderzoek onwettig gedrag aan het licht brengen, kan de FTC vrijwillige naleving door het onderzochte bedrijf vragen door middel van een goedkeuringsbevel, een administratieve klacht indienen of een federale procedure starten.
De commissie bestaat uit vijf commissarissen die door de president van de Verenigde Staten worden benoemd voor een termijn van zeven jaar. De president wijst, met toestemming van de Senaat van de Verenigde Staten, een van de commissarissen aan als voorzitter. Op elk moment mogen niet meer dan drie commissarissen van dezelfde politieke partij zijn. In augustus 2025 waren er drie commissarissen, allemaal van de Republikeinse Partij, en twee vacatures.
Uit onderzoek blijkt dat de overgrote meerderheid van alle besluiten unaniem worden genomen. Tussen 2017 en 2025, dit is de periode van de eerste regering Trump en Joe Biden, was er slechts in 11 van de 83 gevallen sprake van een verschil tussen de Republikeinse en Democratische visie. Nog zeldzamer zijn de gevallen waarbij twee commissarissen van dezelfde politieke kleur een afwijkend standpunt innemen. 

## Geschiedenis
De Federal Trade Commission (FTC) werd op 26 september 1914 opgericht, op die dag ondertekende president Woodrow Wilson de Federal Trade Commission Act. De FTC begon de activiteiten op 16 maart 1915 met als doel de consument te beschermen en concurrentie tussen de bedrijven te bevorderen. De voorganger was de Bureau of Corporations, president Theodore Roosevelt had deze organisatie opgericht op 14 februari 1903.
In maart 2025 heeft president Donald Trump de twee democratische commissarissen, Alvaro Bedoya en Rebecca Kelly Slaughter, ontslagen. Beiden hebben hun ontslag aangevochten bij de rechter omdat zij alleen ontslagen kunnen worden bij ernstige misstanden waarvan geen sprake is. deze bepaling is opgenomen mede om politieke invloed buiten te houden. Bedoya nam zelf ontslag, maar op 17 juli 2025 gaf de rechter van het US District Court for the District of Columbia Slaughter gelijk en oordeelde dat zij commissaris kan blijven tot het einde van haar termijn in september 2029. Op 21 juli werd deze uitspraak weer opgeschort, waardoor Slaughter niet terug kan keren.

## Voorbeelden optreden FTC
In de ruim 100 jaar geschiedenis heeft FTC veel zaken aangespannen. Een paar recente zaken die de breedte van het toezicht illustreren staan hieronder.
- In 2000 begon Gateway Learning met de online marketing van zijn programma Hooked on Phonics. In een privacyverklaring op de website verklaarde het bedrijf dat het geen identificeerbare gegevens zou delen zonder de expliciete toestemming van de klant. Desondanks begon in april 2003 Gateway Learning van ongeveer 30.000 klanten deze informatie te delen met telemarketeers zonder de klanten daarover te informeren.[6] In 2004 volgde een boete voor dit bedrijf.
- In 2008 heeft FTC een schikking met Sears Holding, de eigenaar van Sears- en K-Mart-winkels, goedgekeurd. De aanklacht was dat Sears persoonlijke informatie had verzameld met behulp van spyware dat heimelijk op de computers van consumenten was geïnstalleerd.[7]
- In december 2020 klaagde de FTC Meta Platforms wegens oneigenlijke monopolisering.[8] De FTC beschuldigde Meta ervan concurrenten op te kopen om de concurrentie te smoren, ook wel bekend als buy or bury, wat het aanbod van diensten voor consumenten beperkte en door het aantal sociale media platforms te verminderen waarop adverteerders zich konden richten. De rechtszaak richt zich op de overnames van Instagram en WhatsApp.
- In 2020 deed Nvidia een bod op ARM Holdings. De FTC begon een rechtszaak om de transactie te blokkeren, de FTC was van mening dat de combinatie de concurrentie zou belemmeren en het te veel invloed zou geven over chiptechnologie en -ontwerpen.[9] De FTC stond niet alleen, ook de Europese Commissie was een onderzoek gestart. In februari 2022 trok Nvidia het bod in.
- In oktober 2022 deed Kroger een bod op winkelketen Albertsons, dit zou de grootste supermarktfusie in de Amerikaanse geschiedenis worden. Later kondigden ze plannen aan om ruim 500 winkels te verkopen om tegemoet te komen aan de zorgen van de toezichthouders. Toch spande de FTC in februari 2024 een rechtszaak aan, door het samengaan zou de concurrentie tussen de twee supermarkten verdwijnen, wat zou leiden tot hogere prijzen voor consumenten.[10] In december 2024 ging de rechter met FTC mee en de fusie werd geblokkeerd.